# Tegula hotessieriana
Tegula hotessieriana är en snäckart som först beskrevs av d'Orbigny 1842.  Tegula hotessieriana ingår i släktet Tegula och familjen pärlemorsnäckor. Inga underarter finns listade i Catalogue of Life.